# Wyżeł duński

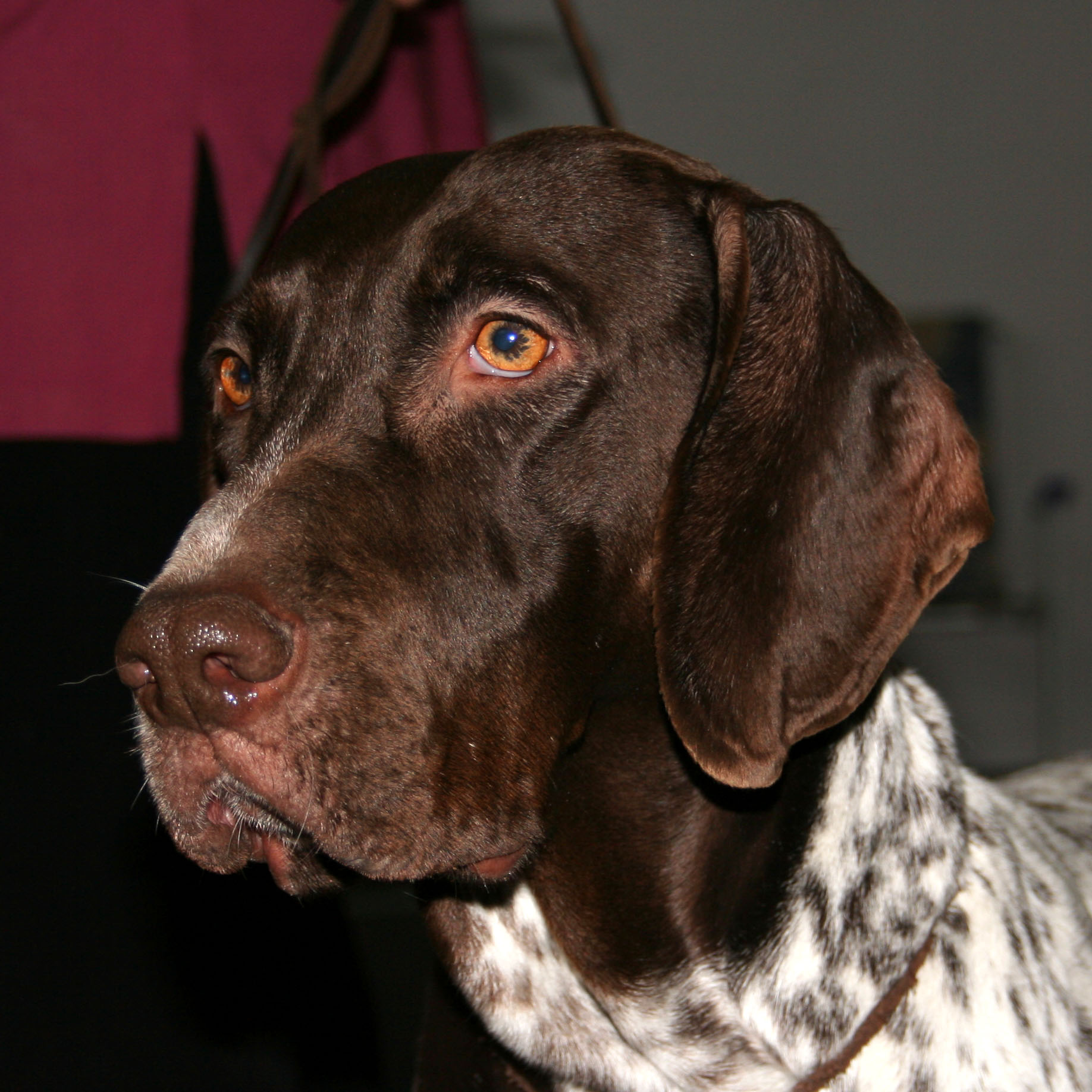
Głowa wyżła duńskiego

Wyżeł duński jest to jedna z ras psów należąca do grupy wyżłów, zaklasyfikowana do sekcji wyżłów kontynentalnych, w podsekcji psów w typie gończych. Podlega próbom pracy.

## Rys historyczny
Powstanie wyżła duńskiego datuje się w okolicach XVIII wieku, kiedy Morten Bak z miejscowości Glenstrup, na Jutlandii skrzyżował lokalne psy wiejskie, zwane przez okolicznych mieszkańców "bluthundami", z psami pochodzącymi od cyganów, posiadających domieszkę krwi dawnych pointerów hiszpańskich. Zarówno jedne, jak i drugie miały wśród swoich przodków psa św. Huberta. Z otrzymanych w ten sposób mieszańców, po ścisłej selekcji hodowlanej Bak uzyskał, w ciągu ośmiu pokoleń, jednolity typ wyżła o brązowych cętkach, bądź plamach. Początkowo psy te określano jako psy Baka lub pointery duńskie (staroduńskie).
Do czasu II wojny światowej wyżeł duński stawał się coraz mniej popularny, wypierany przez pointera angielskiego. Po wojnie duńskie grono myśliwych postanowiło reaktywować hodowlę rodzimej rasy. Pod koniec lat 90. była to trzecia, co do liczebności, zarejestrowana w Dansk Hundestambog rasa psów myśliwskich.   

## Wygląd
Wyżeł ten ma sylwetkę prostokątną i stosunkowo masywną. Ważną proporcją jest stosunek wysokości do długości tułowia, który wynosi 8:9.  
Głowa jest dość obszerna i krótka, stop nie jest wyraźnie zaznaczony. Linia grzbietu lekko jest lekkoopadająca ku tyłowi, najwyższa w kłębie.

### Szata i umaszczenie
Umaszczenie, jakie występuje u tych wyżłów, jest brązowo-białe, cętkowane lub w większe łaty. Włos jest krótki, gęsty i ściśle przylega do skóry. 

## Zachowanie i charakter
Wyżeł duński jest psem ściśle współpracującym z myśliwym. Spokojny i odważny cicho pracuje w terenie, w podobnym stylu jak pointer. 

## Użytkowość
Jest psem hodowanym głównie przez myśliwych, wykorzystywanym w polowaniach pełniąc zadania wyżła. Jest ceniony ze względu na dobry węch, stąd pracuje także jako posokowiec.